# ایستگاه راه‌آهن تارتو
ایستگاه راه‌آهن تارتو (استونیایی: Tartu raudteejaam) یک ایستگاه راه‌آهن در شهر تارتو، استونی است.
این ایستگاه که در سال ۱۸۷۷ ساخته شده و دارای دو سکو به طول ۲۶۰ و ۳۳۰ متر است.

## نگارخانه

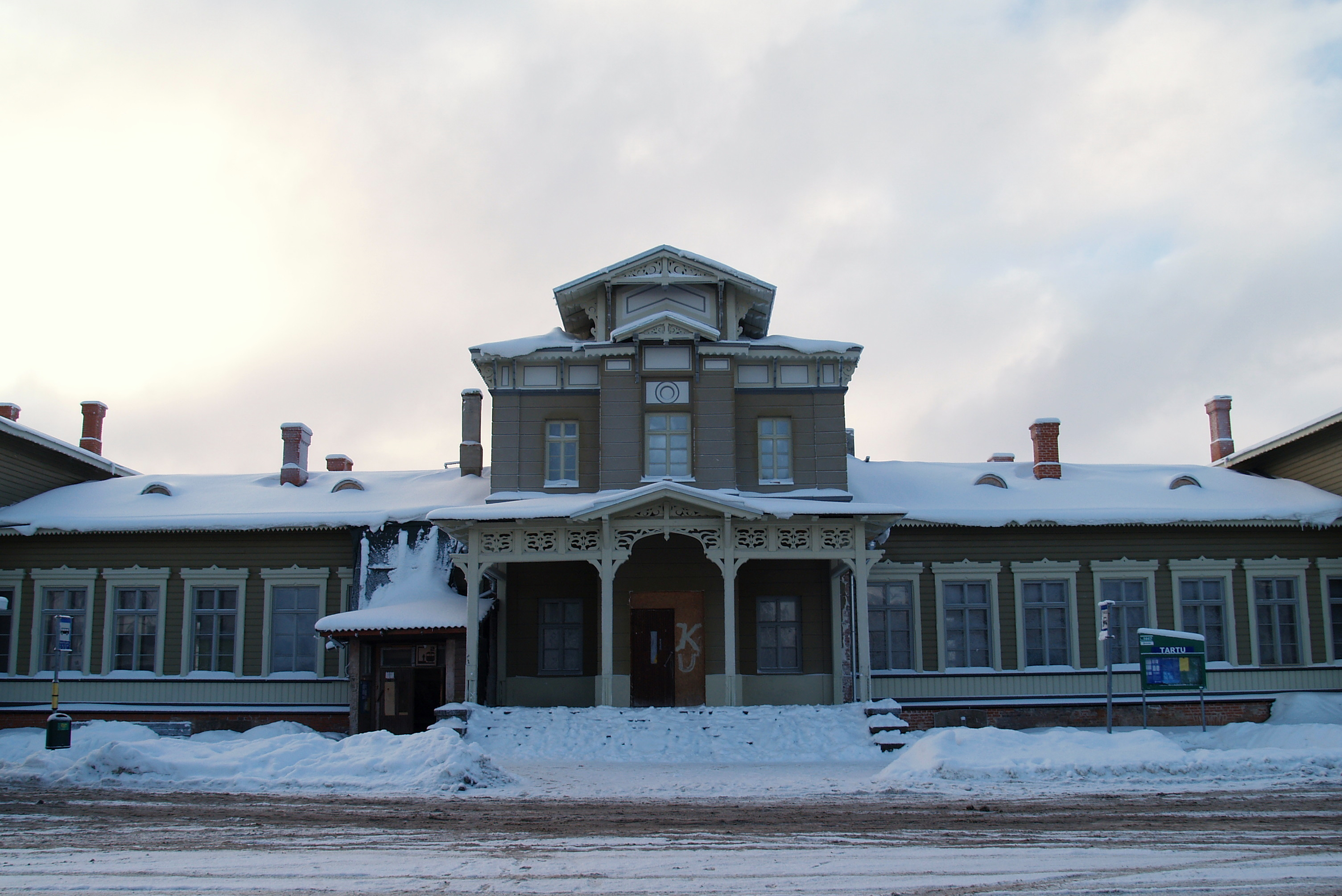
The station building from the city side
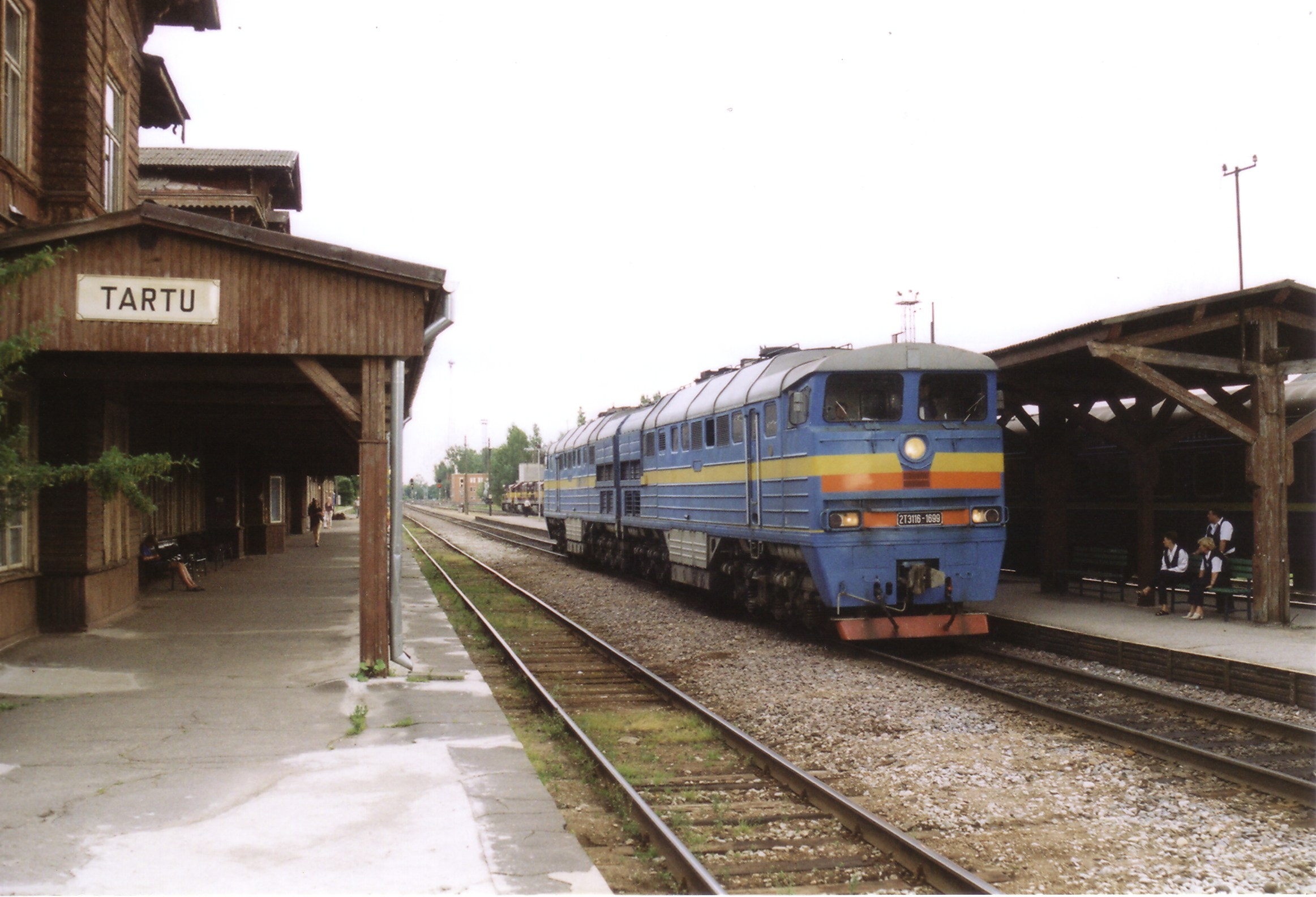
Station in 2005
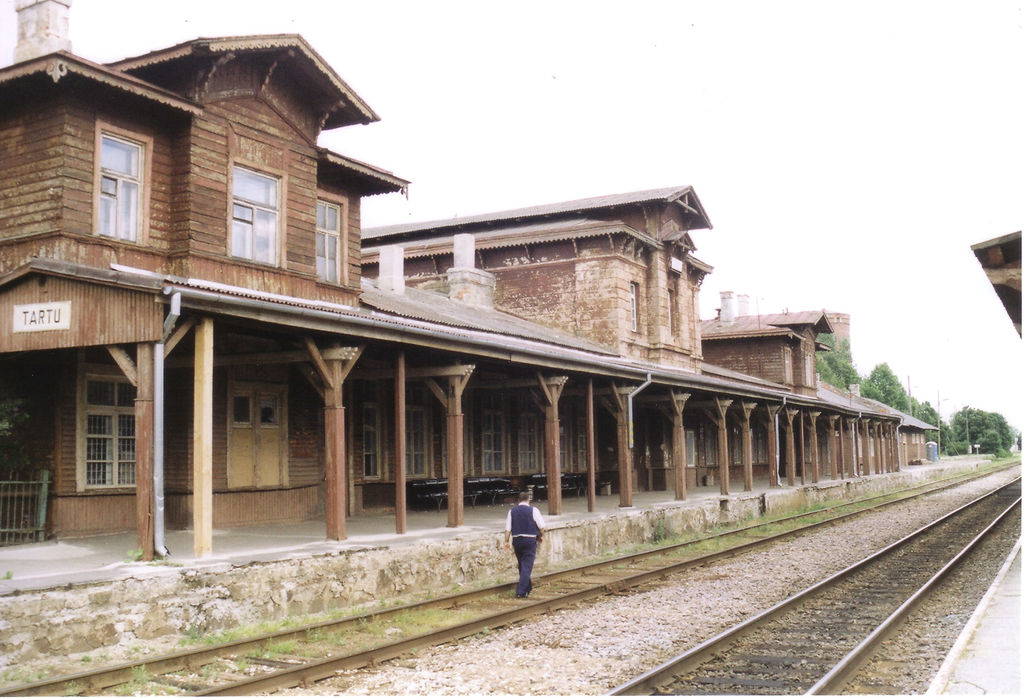
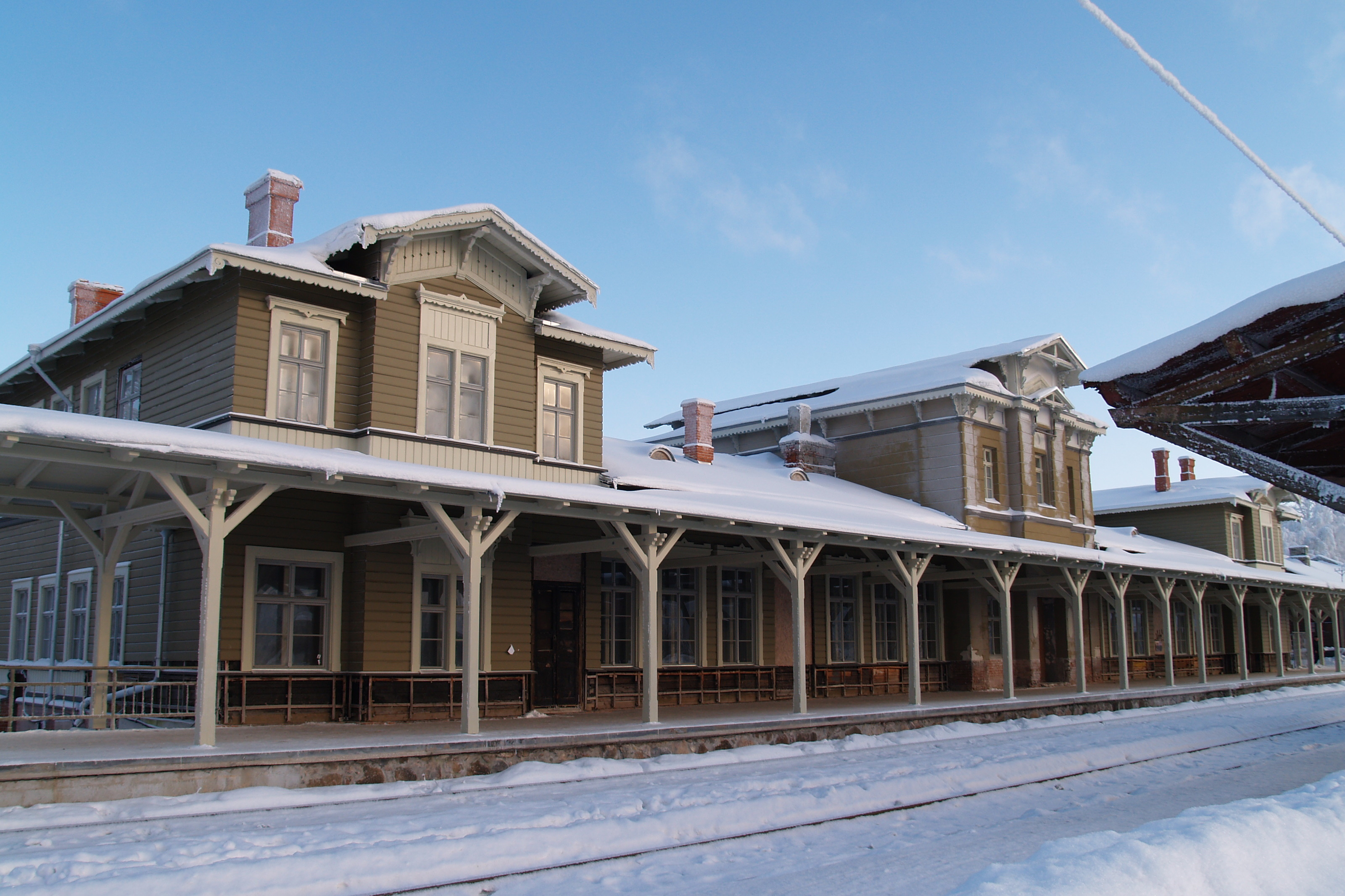
The platforms of Tartu railway station during winter.
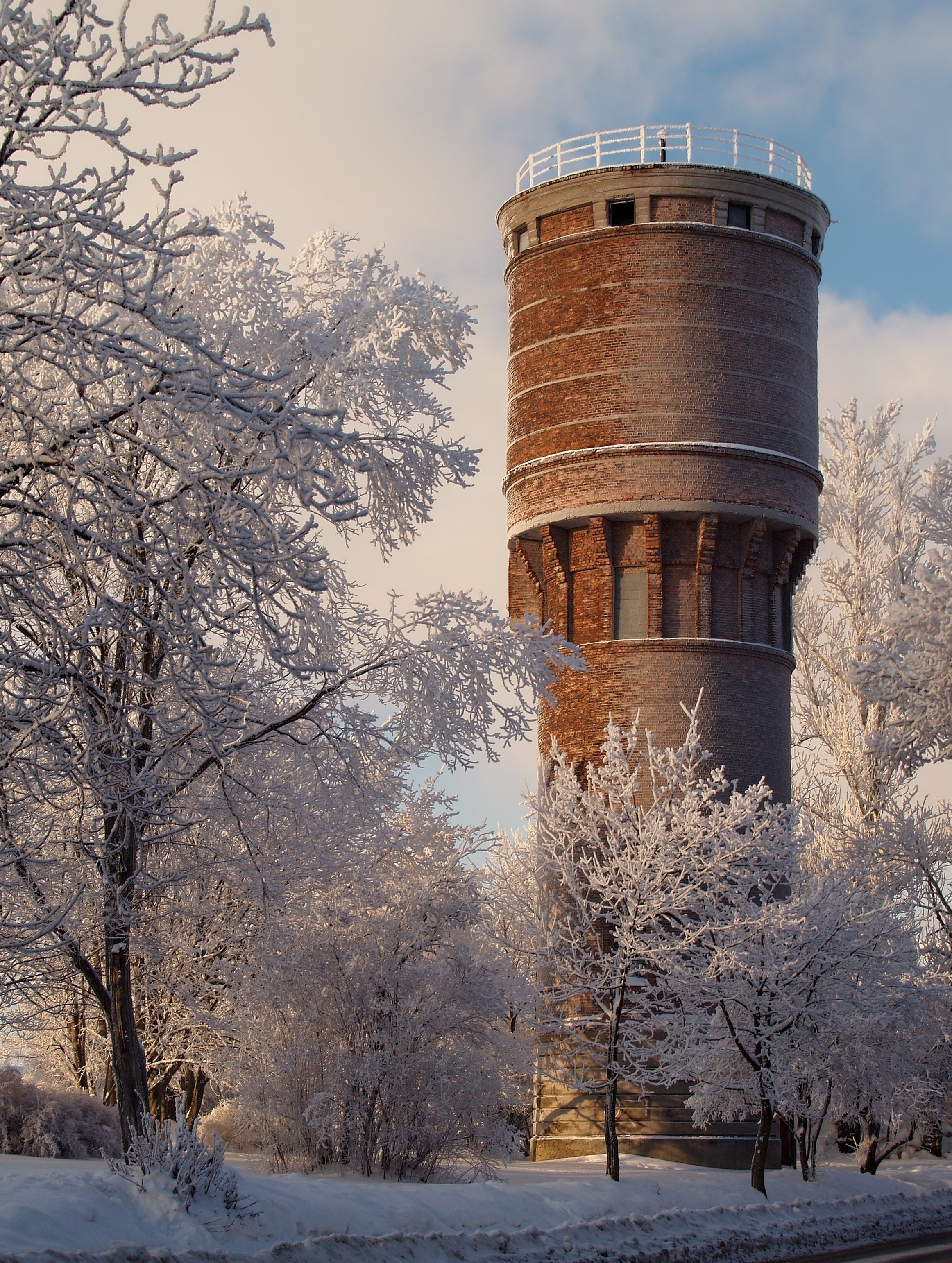
A water tower in the station from 1950s
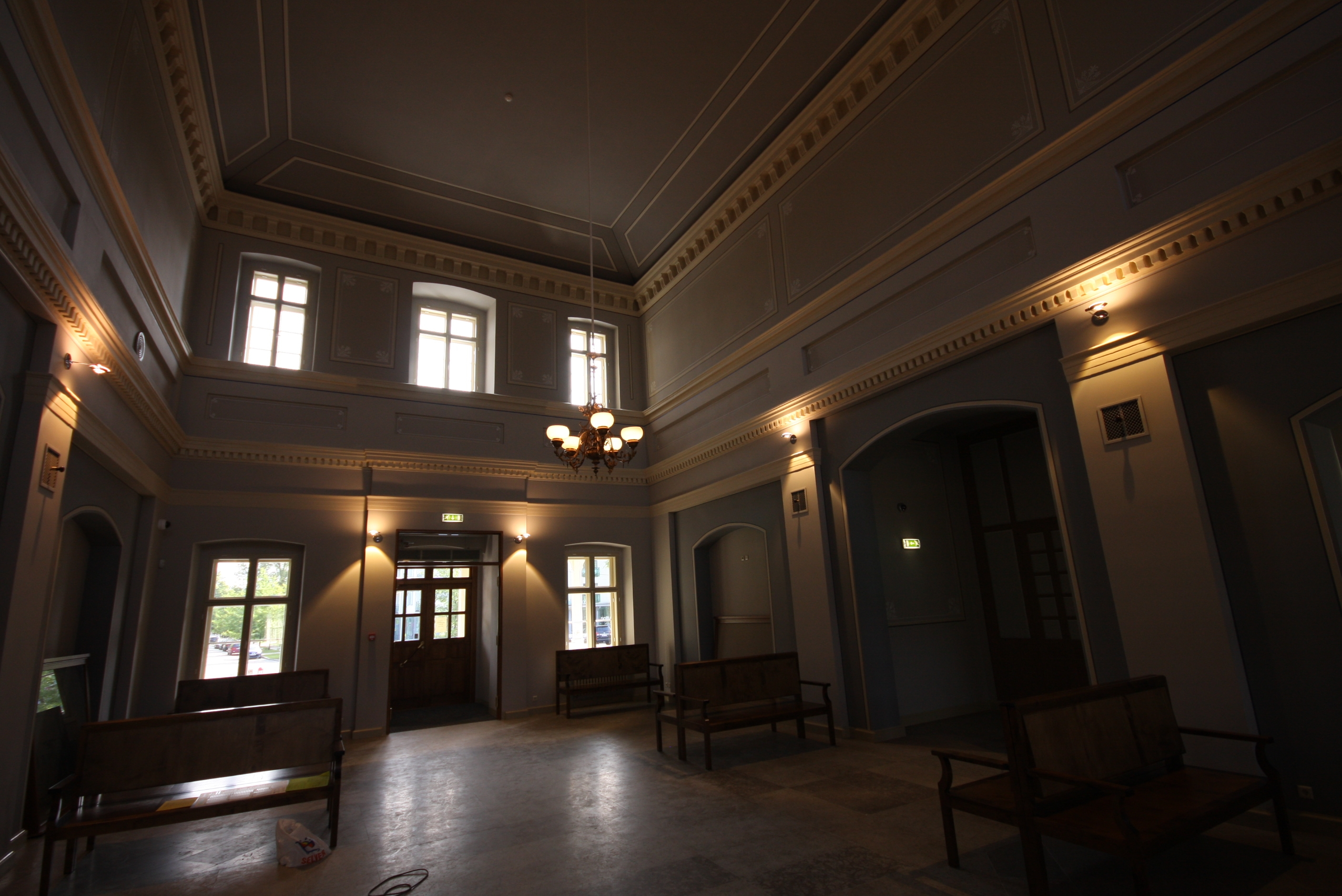
Passengers' lounge in the station building after renovation in 2012
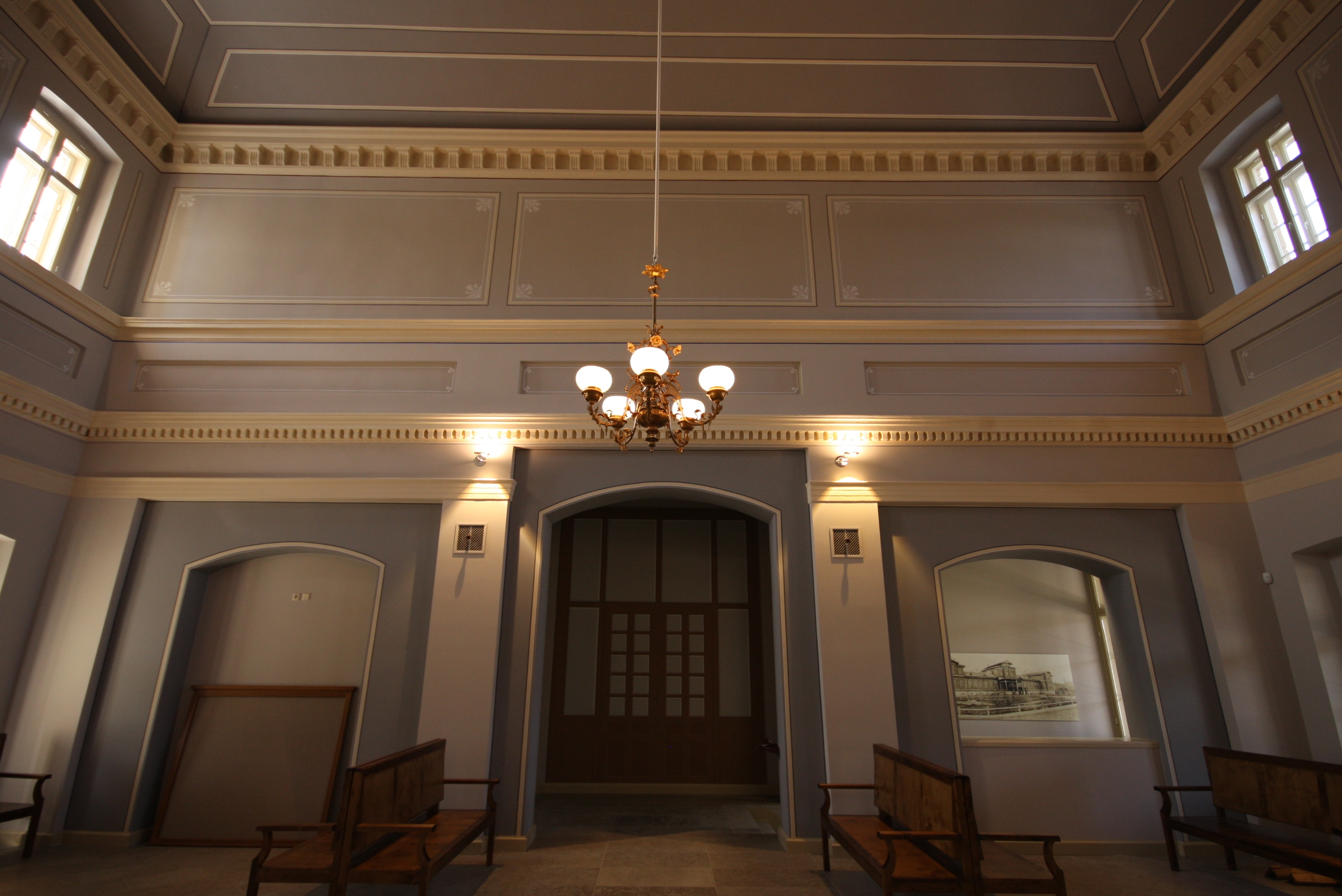